# Barque solaire (Karel)
Pour les articles homonymes, voir Barque solaire (homonymie).
La barque solaire de Karel est une sculpture en bronze exposée dans un des jardins du château de Rambouillet.

## Description
Elle représente une barque solaire inspirée de la mythologie égyptienne. Elle a été réalisée par le sculpteur tchèque Karel Zlín, de son vrai nom Karel Machálek, à l'occasion d'une commande de l'État. Elle a été inaugurée le 9 octobre 1993.
La barque mesure 7 m de long sur 3,8 m de haut. Dans l'Égypte des pharaons, la barque solaire était empruntée par le défunt pour parvenir à sa demeure définitive dans le ciel,. Le personnage debout dans la barque a les traits de François Mitterrand, ce à quoi l'artiste répond en disant « On me l'a déjà dit mais c'est inconscient, un pur hasard ».

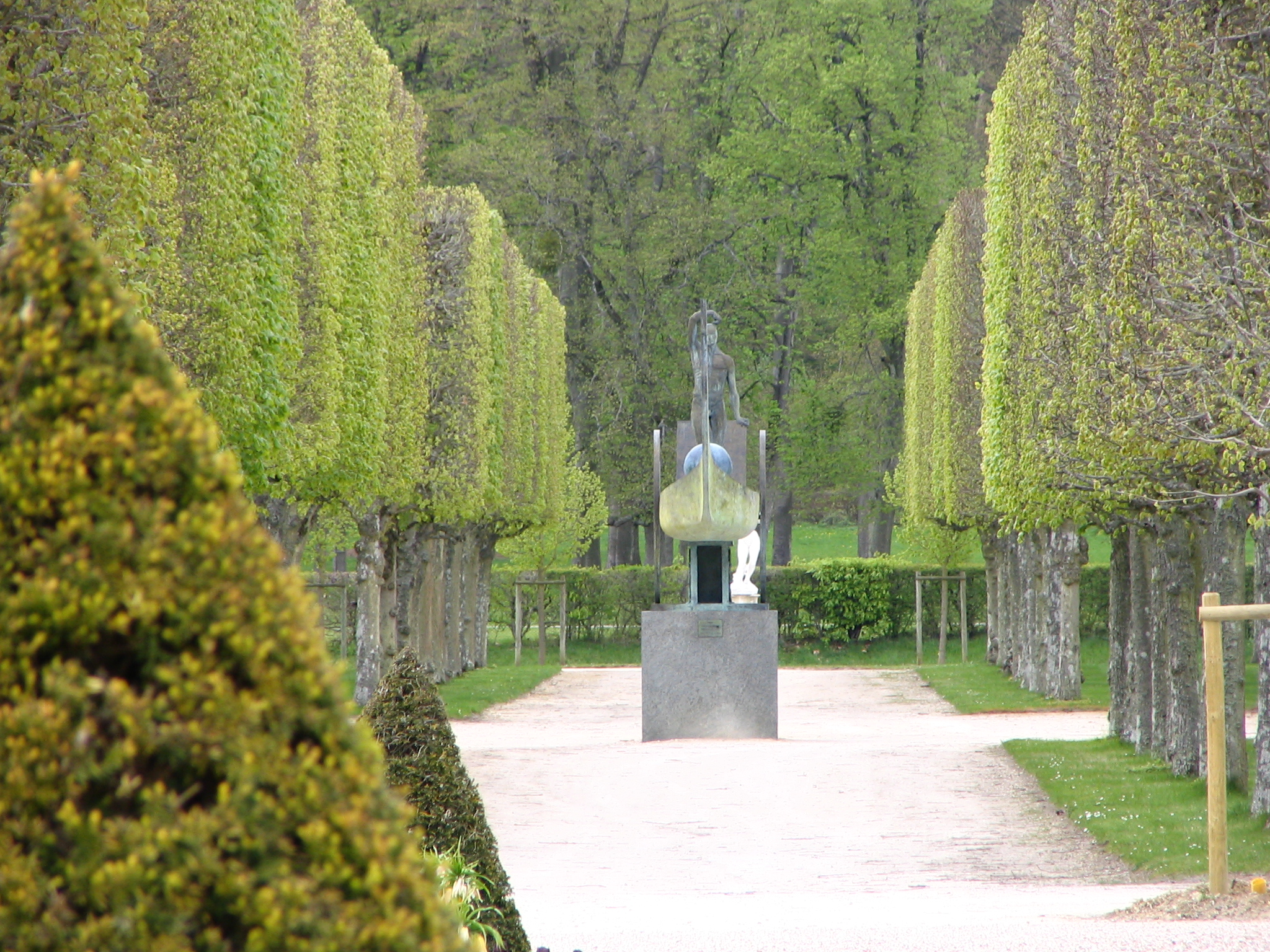
La barque solaire dans une allée du parc du château de Rambouillet.